# 2. Fußball-Bundesliga 2008/2009
2. Fußball-Bundesliga 2008/2009 var den 35 säsongen av 2. Fußball-Bundesliga, andradivision i den tyska fotbollsligan. Säsongen började den 15 augusti 2008 och slutade den 25 maj 2009.
SC Freiburg var det första laget att säkra avancemang till Fußball-Bundesliga 2009/2010, efter att klarat segern av 2. Bundesliga championship den 10 maj 2009. 1. FSV Mainz 05 blev också direkt kvalificerade sedan man vunnit på hemmaplan med 4-0 mot Rot-Weiß Oberhausen. 1. FC Nürnberg besegrade Fußball-Bundesliga 2008/2009-klubben Energie Cottbus, i en playoff med totalt 5-0 och övertog där med Energie Cottbus plats i Bundesliga.

## Förändringar från 2007/08
Från och med säsongen 2008/09 flyttas de två främsta lagen upp till Bundesliga året efter medan trean får kvala mot tredje sämsta laget i Bundesliga om en plats i samma serie nästa säsong. De två sista lagen direktnedflyttas till 3. Liga medan laget på plats 16 möter tvåan i 3. Liga. Säsongen innan var det fyra lag som blev nedflyttade till 3. Liga.

## Lag

### Lagändringar mellan Bundesliga and Zweite Bundesliga
Borussia Mönchengladbach, 1899 Hoffenheim och Köln avancerade till Bundesliga 2008/2009 efter att de slutat 1:a, 2:a och 3:a i 2. Fußball-Bundesliga säsongen 2007/2008. De ersatte 1. FC Nürnberg, Hansa Rostock och MSV Duisburg, vilka blev nedflyttade från Bundesliga säsongen 2007/2008.

### Lagändringar mellan Zweite Bundesliga och 3. Liga
Kickers Offenbach, Erzgebirge Aue, Carl Zeiss Jena och Paderborn 07 blev nedflyttade till den nya 3. Liga efter att slutat på 15:e till 18:e plats i 2. Bundesliga säsongen 2007/08. De ersattes av fyra lag från Regionalliga 2007/08. Rot-Weiss Ahlen och Rot-Weiss Oberhausen från norra divisionen smt FSV Frankfurt och Ingolstadt 04 från den södra divisionen.

## Tabeller

### Poängtabell
| Nr | Lag                 | S  | V  | O  | F  | GM | IM | MS  | P  |
| -- | ------------------- | -- | -- | -- | -- | -- | -- | --- | -- |
| 1  | Freiburg            | 34 | 21 | 5  | 8  | 60 | 36 | +24 | 68 |
| 2  | Mainz 05            | 34 | 18 | 9  | 7  | 62 | 37 | +25 | 63 |
| 3  | Nürnberg            | 34 | 16 | 12 | 6  | 51 | 29 | +22 | 60 |
| 4  | Alemannia Aachen    | 34 | 16 | 8  | 10 | 58 | 38 | +20 | 56 |
| 5  | Greuther Fürth      | 34 | 16 | 8  | 10 | 60 | 46 | +14 | 56 |
| 6  | Duisburg            | 34 | 14 | 13 | 7  | 56 | 36 | +20 | 55 |
| 7  | Kaiserslautern      | 34 | 15 | 7  | 12 | 53 | 48 | +5  | 52 |
| 8  | St. Pauli           | 34 | 14 | 6  | 14 | 52 | 59 | −7  | 48 |
| 9  | Rot-Weiß Oberhausen | 34 | 11 | 9  | 14 | 35 | 54 | −19 | 42 |
| 10 | Rot Weiss Ahlen     | 34 | 11 | 8  | 15 | 38 | 57 | −19 | 41 |
| 11 | Augsburg            | 34 | 10 | 10 | 14 | 43 | 46 | −3  | 40 |
| 12 | 1860 München        | 34 | 9  | 12 | 13 | 44 | 46 | −2  | 39 |
| 13 | Hansa Rostock       | 34 | 8  | 14 | 12 | 52 | 53 | −1  | 38 |
| 14 | Koblenz             | 34 | 11 | 8  | 15 | 47 | 57 | −10 | 38 |
| 15 | FSV Frankfurt       | 34 | 9  | 11 | 14 | 34 | 47 | −13 | 38 |
| 16 | Osnabrück           | 34 | 8  | 12 | 14 | 41 | 60 | −19 | 36 |
| 17 | Ingolstadt 04       | 34 | 7  | 10 | 17 | 38 | 54 | −16 | 31 |
| 18 | Wehen Wiesbaden     | 34 | 5  | 12 | 17 | 28 | 49 | −21 | 27 |

På grund av elitlicensproblem började TuS Koblenz med 3 minus poäng inför säsongen 2008/09.

## Kvalspel

### Uppflyttningskval
|       | 28 maj 2009 | Energie Cottbus | 0:3 | 1. FC Nürnberg | Stadion der Freundschaft, Cottbus    |                                      |
| 18:00 | 18:00       |                 |     |                | Publik: 22,528 Domare: Florian Meyer | Publik: 22,528 Domare: Florian Meyer |
| 18:00 | 18:00       |                 |     |                | Publik: 22,528 Domare: Florian Meyer | Publik: 22,528 Domare: Florian Meyer |
| 18:00 | 18:00       |                 |     |                | Publik: 22,528 Domare: Florian Meyer | Publik: 22,528 Domare: Florian Meyer |

|       | 31 maj 2009 | 1. FC Nürnberg | 2:0 | Energie Cottbus | Easy-Credit-Stadion, Nürnberg            |                                          |
| 18:00 | 18:00       |                |     |                 | Publik: 46,780 Domare: Thorsten Kinhöfer | Publik: 46,780 Domare: Thorsten Kinhöfer |
| 18:00 | 18:00       |                |     |                 | Publik: 46,780 Domare: Thorsten Kinhöfer | Publik: 46,780 Domare: Thorsten Kinhöfer |
| 18:00 | 18:00       |                |     |                 | Publik: 46,780 Domare: Thorsten Kinhöfer | Publik: 46,780 Domare: Thorsten Kinhöfer |

### Nedflyttningskval
|       | 29 maj 2009 | SC Paderborn 07 | 1:0 | VfL Osnabrück | Paragon-Arena, Paderborn              |                                       |
| 20:30 | 20:30       |                 |     |               | Publik: 15,000 Domare: Wolfgang Stark | Publik: 15,000 Domare: Wolfgang Stark |
| 20:30 | 20:30       |                 |     |               | Publik: 15,000 Domare: Wolfgang Stark | Publik: 15,000 Domare: Wolfgang Stark |
| 20:30 | 20:30       |                 |     |               | Publik: 15,000 Domare: Wolfgang Stark | Publik: 15,000 Domare: Wolfgang Stark |

|       | 1 juni 2009 | VfL Osnabrück | 0:1 | SC Paderborn 07 | Osnatel-Arena, Osnabrück               |                                        |
| 15:30 | 15:30       |               |     |                 | Publik: 16,250 Domare: Dr. Felix Brych | Publik: 16,250 Domare: Dr. Felix Brych |
| 15:30 | 15:30       |               |     |                 | Publik: 16,250 Domare: Dr. Felix Brych | Publik: 16,250 Domare: Dr. Felix Brych |
| 15:30 | 15:30       |               |     |                 | Publik: 16,250 Domare: Dr. Felix Brych | Publik: 16,250 Domare: Dr. Felix Brych |